# کومانچی (تگزاس)
کومانچی، تگزاس(به انگلیسی: Comanche, Texas) شهری در ایالت تگزاس از ایالات جنوبی ایالات متحده آمریکا است. در سرشماری سال ۲۰۰۰، جمعیت این شهر ۴۴۸۲ نفر اعلام شد.

## نگارخانه

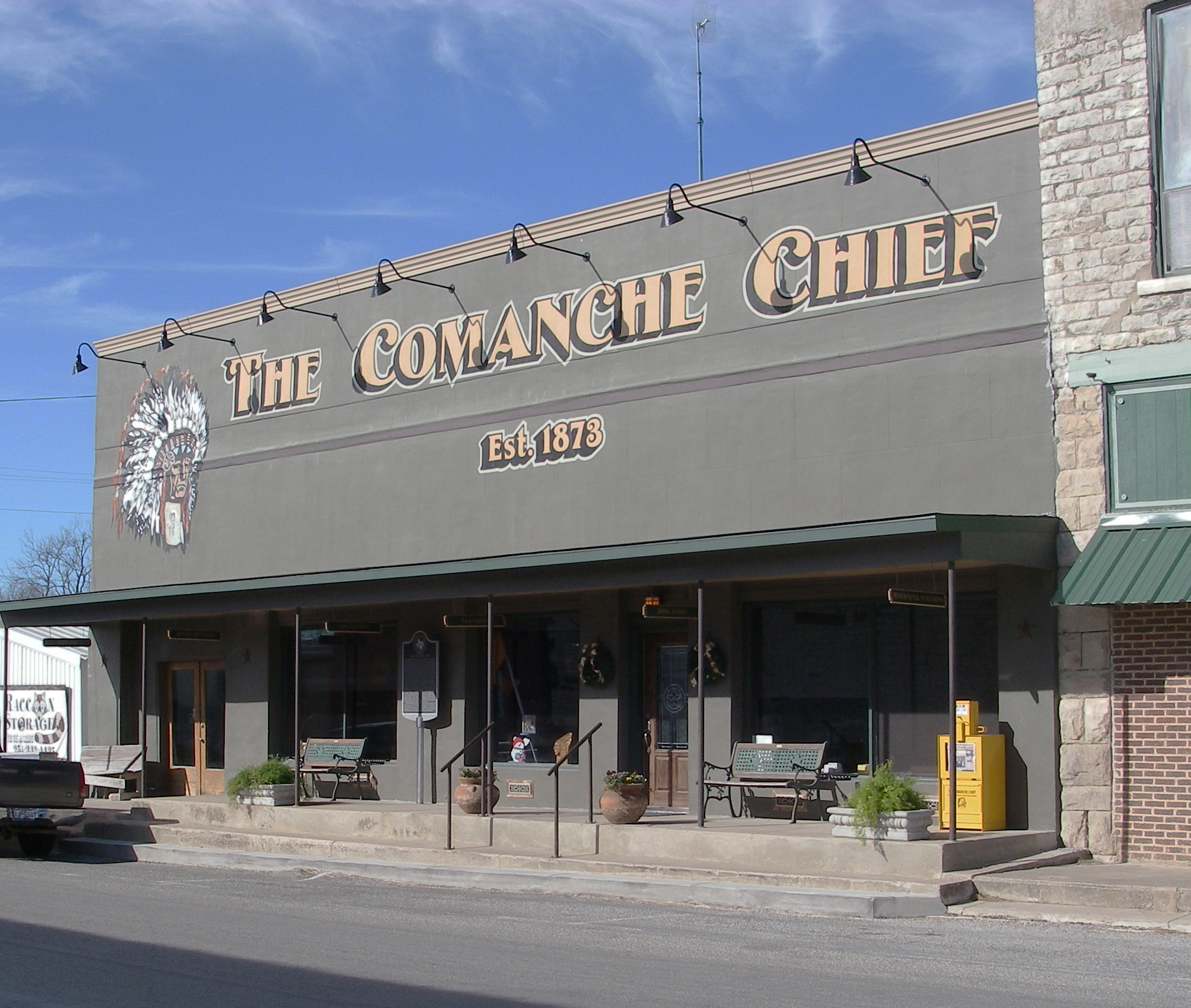